# بطولة تونس لكرة السلة للرجال 1980–81
بطولة تونس لكرة السلة للرجال 1980–81 هو الموسم رقم 26 من بطولة تونس لكرة السلة للرجال.

فاز بهذا الموسم النجم الرياضي الساحلي.

## روابط خارجية
- الموقع الرسمي للجامعة التونسية لكرة السلة.